# Бель-Вернон (Пенсільванія)
Бель-Вернон (англ. Belle Vernon) — місто (англ. borough) в США, в окрузі Файєтт штату Пенсільванія. Населення — 1024 особи (2020).

## Географія
Бель-Вернон розташований за координатами 40°7′32″ пн. ш. 79°51′57″ зх. д. / 40.12556° пн. ш. 79.86583° зх. д. (40.125459, -79.865939).  За даними Бюро перепису населення США в 2010 році місто мало площу 0,81 км², з яких 0,65 км² — суходіл та 0,17 км² — водойми.

## Демографія
Згідно з переписом 2010 року, у селищі мешкали 1093 особи в 576 домогосподарствах у складі 255 родин. Густота населення становила 1344 особи/км².  Було 670 помешкань (824/км²).
Расовий склад населення:
| - 94,4 % — білих - 3,5 % — чорних або афроамериканців - 0,5 % — азіатів - 0,2 % — корінних американців |

До двох чи більше рас належало 1,1 %. Частка іспаномовних становила 1,6 % від усіх жителів.
За віковим діапазоном населення розподілялося таким чином: 15,5 % — особи молодші 18 років, 57,9 % — особи у віці 18—64 років, 26,6 % — особи у віці 65 років та старші. Медіана віку мешканця становила 49,5 року. На 100 осіб жіночої статі у селищі припадало 82,8 чоловіків;  на 100 жінок у віці від 18 років та старших — 78,7 чоловіків також старших 18 років.
Середній дохід на одне домашнє господарство  становив 35 393 долари США (медіана — 26 219), а середній дохід на одну сім'ю — 49 971 долар (медіана — 47 708). Медіана доходів становила 35 781 долар для чоловіків та 23 362 долари для жінок. За межею бідності перебувало 28,3 % осіб, у тому числі 55,6 % дітей у віці до 18 років та 16,7 % осіб у віці 65 років та старших.
Цивільне працевлаштоване населення становило 430 осіб. Основні галузі зайнятості: роздрібна торгівля — 23,3 %, освіта, охорона здоров'я та соціальна допомога — 19,5 %, мистецтво, розваги та відпочинок — 13,0 %, виробництво — 10,9 %.